# Tournoi pré-olympique de l'AFC 1983-1984
Navigation
Moscou 1980 Séoul 1988
Le tournoi pré-olympique de l'AFC 1983-1984 a eu pour but de désigner les 3 nations qualifiées au sein de la zone Asie pour participer au tournoi final de football, disputé lors des Jeux olympiques de Los Angeles en 1984,.
La phase de qualification asiatique a été jouée entre le 12 août 1983 et le 29 avril 1984 en deux rondes. Un premier tour réunissant les 19 participants de la zone Asie et les 2 de la zone Océanie (deux groupes de quatre équipes, deux groupes de trois équipes et un groupe de cinq équipes) au sein d'une compétition en matches aller et retour. Les deux équipes les mieux placées de chaque groupe se sont qualifiées pour un second tour à deux poules, disputé à Singapour et dont les deux vainqueurs respectifs au terme d'une compétition à match unique contre chacun des adversaires se sont placés pour les Jeux olympiques d'été de 1984. La troisième place qualificative s'est disputée entre les deuxièmes de chaque poule à l'occasion d'un barrage unique. Au terme de cette phase éliminatoire, l'Arabie saoudite, le Qatar et l'Irak ont gagné le droit de disputer le tournoi olympique. Le Liban a en définitive renoncé à participer.
Cette édition des Jeux fut marquée par le boycott d'une quinzaine de pays du bloc communiste, dont l'URSS, craignant pour leur sécurité mais également en réplique au boycott américain aux Jeux olympiques de Moscou quatre ans plus tôt. Plusieurs nations qualifiées à l'issue de ces éliminatoires ont ainsi cédé leur place et ont été remplacées par d'autres pays qui étaient normalement éliminés.

## Pays qualifiés
| Dates                            | Lieu      | Places | Qualifiés                  |
| -------------------------------- | --------- | ------ | -------------------------- |
| du 12 août 1983 au 29 avril 1984 | Singapour | 3      | Arabie saoudite Qatar Irak |

## Format des qualifications
Dans les phases de qualification en groupe disputées selon le système de championnat, en cas d’égalité de points de plusieurs équipes à l'issue de la dernière journée, les critères suivants sont appliqués dans l'ordre indiqué pour établir leur classement :

- Meilleure différence de buts,
- Plus grand nombre de buts marqués.

Dans le système à élimination directe avec des matches aller et retour, en cas d'égalité parfaite au score cumulé des deux rencontres, les mesures suivantes sont d'application :

- Organisation de prolongations et, au besoin, d'une séance de tirs au but, si les deux équipes sont toujours à égalité au terme des prolongations, et
- La règle des buts marqués à l'extérieur n'est pas en vigueur.

## Villes et stades
Le tournoi final a été disputé à Singapour du 14 au 29 avril 1980.
| \| Singapour \| |
| Singapour       |

| Singapour |

## Tournoi qualificatif
Au terme de cette phase éliminatoire, l'Arabie saoudite, le Qatar et l'Irak ont gagné le droit de disputer le tournoi olympique. Le Liban a en définitive renoncé à participer.

### Premier tour

#### Groupe 1
| Rang | Équipe   | Pts | J | G | N | P | Bp | Bc | Diff |  | Résultats (▼ dom., ► ext.) |     |     |     |     |
| ---- | -------- | --- | - | - | - | - | -- | -- | ---- |  | -------------------------- | --- | --- | --- | --- |
| 1    | Koweït   | 8   | 6 | 3 | 2 | 1 | 11 | 6  | +5   |  | Koweït                     |     | 2-2 | 1-3 | 3-0 |
| 2    | Qatar    | 8   | 6 | 2 | 4 | 0 | 6  | 4  | +2   |  | Qatar                      | 0-0 |     | 1-0 | 2-1 |
| 3    | Syrie    | 7   | 6 | 3 | 1 | 2 | 9  | 8  | +1   |  | Syrie                      | 1-3 | 1-1 |     | 3-2 |
| 4    | Jordanie | 1   | 6 | 0 | 1 | 5 | 3  | 11 | -8   |  | Jordanie                   | 0-2 | 0-0 | 0-1 |     |

#### Groupe 2
| Rang | Équipe              | Pts     | J       | G       | N       | P       | Bp      | Bc      | Diff    |  | Résultats (▼ dom., ► ext.) |     |     |     |
| ---- | ------------------- | ------- | ------- | ------- | ------- | ------- | ------- | ------- | ------- |  | -------------------------- | --- | --- | --- |
| 1    | Irak                | 5       | 4       | 1       | 3       | 0       | 4       | 3       | +1      |  | Irak                       |     | 0-0 | 0-0 |
| 2    | Bahreïn             | 4       | 4       | 1       | 2       | 1       | 3       | 3       | 0       |  | Bahreïn                    | 1-2 |     | 0-0 |
| 3    | Émirats arabes unis | 3       | 4       | 0       | 3       | 1       | 3       | 4       | -1      |  | Émirats arabes unis        | 2-2 | 1-2 |     |
| -    | Liban               | Forfait | Forfait | Forfait | Forfait | Forfait | Forfait | Forfait | Forfait |  |                            |     |     |     |

#### Groupe 3
L'Arabie saoudite a joué ses rencontres à domicile et à l'extérieur tandis que les quatre autres nations ont disputé un tournoi à Singapour (du 14 au 23 octobre 1983) et à Kuala Lumpur en Malaisie (du 25 octobre au 1er novembre 1983).
| Rang | Équipe          | Pts | J | G | N | P | Bp | Bc | Diff |  | Résultats (▼ dom., ► ext.) |     |     |     |     |     |
| ---- | --------------- | --- | - | - | - | - | -- | -- | ---- |  | -------------------------- | --- | --- | --- | --- | --- |
| 1    | Arabie saoudite | 13  | 8 | 6 | 1 | 1 | 22 | 5  | +17  |  | Arabie saoudite            |     | 2-0 | 5-0 | 5-0 | 3-0 |
| 2    | Malaisie        | 12  | 8 | 5 | 2 | 1 | 14 | 7  | +7   |  | Malaisie                   | 3-1 |     | 3-3 | 2-0 | 1-1 |
| 3    | Inde            | 7   | 8 | 3 | 1 | 4 | 11 | 14 | -3   |  | Inde                       | 1-2 | 0-2 |     | 1-2 | 4-0 |
| 4    | Singapour       | 5   | 8 | 2 | 1 | 5 | 4  | 14 | -10  |  | Singapour                  | 0-3 | 0-1 | 0-1 |     | 1-0 |
| 5    | Indonésie       | 3   | 8 | 0 | 3 | 5 | 3  | 14 | -11  |  | Indonésie                  | 1-1 | 0-2 | 0-1 | 1-1 |     |

#### Groupe 4
Le tournoi a été disputé à Bangkok en Thaïlande du 1er au 12 novembre 1983.
| Rang | Équipe       | Pts | J | G | N | P | Bp | Bc | Diff |  | Résultats (▼ dom., ► ext.) |     |     |     |     |
| ---- | ------------ | --- | - | - | - | - | -- | -- | ---- |  | -------------------------- | --- | --- | --- | --- |
| 1    | Thaïlande    | 9   | 6 | 4 | 1 | 1 | 7  | 3  | +4   |  | Thaïlande                  |     | 2-1 | 0-0 | 1-0 |
| 2    | Corée du Sud | 8   | 6 | 3 | 2 | 1 | 12 | 5  | +7   |  | Corée du Sud               | 2-0 |     | 3-3 | 4-0 |
| 3    | Chine        | 7   | 6 | 2 | 3 | 1 | 10 | 5  | +5   |  | Chine                      | 0-1 | 0-0 |     | 4-0 |
| 4    | Hong Kong    | 0   | 6 | 0 | 0 | 6 | 1  | 17 | -16  |  | Hong Kong                  | 0-3 | 0-2 | 1-3 |     |

#### Groupe 5

##### Tour préliminaire
| Équipe 1 | Résultat      | Équipe 2                  | Aller | Retour               |
| -------- | ------------- | ------------------------- | ----- | -------------------- |
| Taïwan   | 3 - 3 (4 - 2) | Papouasie-Nouvelle-Guinée | 3 - 3 | 0 - 0 ap (4 - 2) tab |
| Japon    | 17 - 1        | Philippines               | 7 - 0 | 10 - 1               |

##### Tour principal
| Rang | Équipe           | Pts | J | G | N | P | Bp | Bc | Diff |  | Résultats (▼ dom., ► ext.) |     |     |     |
| ---- | ---------------- | --- | - | - | - | - | -- | -- | ---- |  | -------------------------- | --- | --- | --- |
| 1    | Nouvelle-Zélande | 7   | 4 | 3 | 1 | 0 | 7  | 2  | +5   |  | Nouvelle-Zélande           |     | 3-1 | 2-0 |
| 2    | Japon            | 3   | 4 | 1 | 1 | 2 | 4  | 5  | -1   |  | Japon                      | 0-1 |     | 2-0 |
| 3    | Taïwan           | 2   | 4 | 0 | 2 | 2 | 2  | 6  | -4   |  | Taïwan                     | 1-1 | 1-1 |     |

### Deuxième tour
Le tournoi a été disputé à Singapour du 14 au 29 avril 1984.

#### Groupe 1
| Rang | Équipe           | Pts | J | G | N | P | Bp | Bc | Diff |  | Résultats (▼ dom., ► ext.) |  |     |     |     |     |
| ---- | ---------------- | --- | - | - | - | - | -- | -- | ---- |  | -------------------------- |  | --- | --- | --- | --- |
| 1    | Arabie saoudite  | 7   | 4 | 3 | 1 | 0 | 13 | 7  | +6   |  | Arabie saoudite            |  | 5-4 | 4-1 | 1-1 | 3-1 |
| 2    | Corée du Sud     | 5   | 4 | 2 | 1 | 1 | 7  | 5  | +2   |  | Corée du Sud               |  |     | 0-0 | 1-0 | 2-0 |
| 3    | Koweït           | 5   | 4 | 2 | 1 | 1 | 5  | 4  | +1   |  | Koweït                     |  |     |     | 2-0 | 2-0 |
| 4    | Bahreïn          | 3   | 4 | 1 | 1 | 2 | 2  | 4  | -2   |  | Bahreïn                    |  |     |     |     | 1-0 |
| 5    | Nouvelle-Zélande | 0   | 4 | 0 | 0 | 4 | 1  | 8  | -7   |  | Nouvelle-Zélande           |  |     |     |     |     |

#### Détail des rencontres
| 1ère journée  | Koweït | 2 - 0   | Bahreïn | Singapore National Stadium Singapour             |                                                  |
| 14 avril 1984 | Fathi Kamel 53e · al-Suwayed 72e | (0 - 0) | | Spectateurs : 10 000 Arbitrage : Chris Bambridge | Spectateurs : 10 000 Arbitrage : Chris Bambridge |
| 14 avril 1984 | Samir Said (en) - al-Shemmari, Mayouf, Mahboub Mubarak, Waleed Mubarak - Mohammed Karam ( al-Buloushi), al-Suwayed, al-Enezi - al-Anbari ( al-Haddad), Fathi Kamel, al-Dakhil | Équipes | Hamood Sultan (en) - Yousef Sharida, Abdul Sahib Nabi, Riyadh Rushdan ( Adnan Ibrahim), Adnan Ali Daif (en) - Salman Harbi, Khalil Showayer, al-Sobaei, al-Hardan ( Hamad Khalaf) - Ali Hassan Yousef, Ibrahim Farhan | Spectateurs : 10 000 Arbitrage : Chris Bambridge | Spectateurs : 10 000 Arbitrage : Chris Bambridge |

| 15 avril 1984 | Arabie saoudite                        | 3 - 1 | Nouvelle-Zélande | Singapore National Stadium Singapour         |                                              |
| | Majed Abdullah 12e 61e · al-Jam'an 25e | (2 - 0) | Herbert 59e      | Spectateurs : 25 000 Arbitrage : Tulu Gurkan | Spectateurs : 25 000 Arbitrage : Tulu Gurkan |
| Khaled al-Dosari - Salman Al-Dosari (en), Sami al-Dosari (en), Hussein al-Bishi (en), al-Jawad - Saleh al-Dosari (en), Bayazid (en) - Fahad al-Bishi, Majed Abdullah, al-Nafisah ( Bakhashwain (en)), al-Jam'an | Équipes                                | van Hattum - Herbert, Evans, Garland (en), Elrick - Boath , Cole, Groom (en), Mackay, Turner ( 73e Tuaa (en)), McClure |                  | Spectateurs : 25 000 Arbitrage : Tulu Gurkan | Spectateurs : 25 000 Arbitrage : Tulu Gurkan |

| 2ème journée  | Corée du Sud | 0 - 0   | Koweït | Singapore National Stadium Singapour |                          |
| 17 avril 1984 | | (0 - 0) | | Arbitrage : Daqiao Zhang             | Arbitrage : Daqiao Zhang |
| 17 avril 1984 | Jeong Gi-dong - Chung Yong-hwan, Jeon Jong-seon (it), Yoo Byung-ok, Park Kyung-hoon - Kim Sam-soo, Lee Tae-ho, Kim Jong-boo - Choi Soon-ho, Byun Byung-joo ( 70e 60e Lee Kil-yong (en)), Chung Hae-won ( 60e Shin Yon-ho (en)) | Équipes | Samir Said (en) - al-Shemmari, Mayouf, Mahboub Mubarak, Waleed Mubarak - al-Buloushi, Mohammed Karam, al-Enezi ( al-Anbari), al-Suwayed - Fathi Kamel ( al-Haddad), al-Dakhil | Arbitrage : Daqiao Zhang             | Arbitrage : Daqiao Zhang |

| 17 avril 1984 | Arabie saoudite | 1 - 1 | Bahreïn             | Singapore National Stadium Singapour                |                                                     |
| | al-Jam'an 66e   | (0 - 0) | Khalil Showayer 77e | Spectateurs : 20 000 Arbitrage : Lee Kok Leong (hu) | Spectateurs : 20 000 Arbitrage : Lee Kok Leong (hu) |
| Khaled al-Dosari - Sami al-Dosari (en), Salman Al-Dosari (en), Hussein al-Bishi (en), Saleh al-Dosari (en), al-Jawad - Fahad al-Bishi, Bayazid (en), al-Jam'an ( Bakhashwain (en)) - Majed Abdullah ( 57e Talal al-Subhi), al-Nafisah | Équipes         | Hamood Sultan (en) - Yousef Sharida, Abdul Sahib Nabi, Ali Hassan Yousef, Adnan Ali Daif (en) - Salman Harbi, al-Sobaei, al-Hardan ( Saeed Mudkhoor) - Murjan Eid Marjan, Khalil Showayer, Ibrahim Farhan |                     | Spectateurs : 20 000 Arbitrage : Lee Kok Leong (hu) | Spectateurs : 20 000 Arbitrage : Lee Kok Leong (hu) |

| 3ème journée  | Koweït | 2 - 0   | Nouvelle-Zélande | Singapore National Stadium Singapour                   |                                                        |
| 19 avril 1984 | al-Buloushi 29e · al-Enezi 34e | (2 - 0) | | Spectateurs : 12 000 Arbitrage : Thompson Chan Tam-Sun | Spectateurs : 12 000 Arbitrage : Thompson Chan Tam-Sun |
| 19 avril 1984 | Samir Said (en) - al-Shemmari, Mayouf, Mahboub Mubarak, Waleed Mubarak - Mohammed Karam ( al-Anbari), al-Buloushi, al-Enezi ( al-Haddad), al-Suwayed - al-Dakhil, Fathi Kamel | Équipes | van Hattum - Herbert , Evans, Garland (en), Elrick, Groom (en) - Simonsen, Cole, Mackay, Tuaa (en) ( 45e Birch (en)), McClure ( 73e Adam) | Spectateurs : 12 000 Arbitrage : Thompson Chan Tam-Sun | Spectateurs : 12 000 Arbitrage : Thompson Chan Tam-Sun |

| 19 avril 1984 | Corée du Sud     | 1 - 0 | Bahreïn | Singapore National Stadium Singapour |                        |
| | Choi Soon-ho 43e | (1 - 0) |         | Arbitrage : Ahmad Bash               | Arbitrage : Ahmad Bash |
| Jeong Gi-dong - Park Kyung-hoon, Chung Yong-hwan, Jeon Jong-seon (it), Yoo Byung-ok - Lee Heung-sil ( 46e Lee Kil-yong (en)), Lee Tae-ho, Kim Jong-boo - Choi Soon-ho, Shin Yon-ho (en), Byun Byung-joo ( 46e Chung Hae-won) | Équipes          | Hamood Sultan (en) - Yousef Sharida, Abdul Sahib Nabi, Hamad Khalaf ( Adnan Ibrahim), Adnan Ali Daif (en) - Salman Harbi, Khalil Showayer, Ibrahim Farhan, Ali Hassan Yousef - Murjan Eid Marjan ( Riyadh Rushdan), al-Sobaei |         | Arbitrage : Ahmad Bash               | Arbitrage : Ahmad Bash |

| 4ème journée  | Arabie saoudite | 4 - 1   | Koweït | Singapore National Stadium Singapour |                             |
| 22 avril 1984 | al-Jam'an 34e 52e · Majed Abdullah 86e 89e | (1 - 0) | al-Buloushi 52e | Arbitrage : Chris Bambridge          | Arbitrage : Chris Bambridge |
| 22 avril 1984 | al-Husain (en) - Sami al-Dosari (en), Abdulshaker (en), Hussein al-Bishi (en), al-Jawad - Saleh al-Dosari (en), al-Mosaibeth, Bayazid (en)( Masoud (en)) - al-Jam'an, al-Nafisah ( Fahad al-Bishi), Majed Abdullah | Équipes | Abdulreda; al-Shemmari, Mayouf, Mahboub Mubarak, Waleed Mubarak 85e - Mohammed Karam ( al-Hashash), al-Buloushi, al-Suwayed - al-Anbari, Fathi Kamel ( al-Haddad), al-Dakhil | Arbitrage : Chris Bambridge          | Arbitrage : Chris Bambridge |

| 22 avril 1984 | Corée du Sud                           | 2 - 0 | Nouvelle-Zélande | Singapore National Stadium Singapour             |                                                  |
| | Chung Yong-hwan 65e · Choi Soon-ho 69e | (0 - 0) |                  | Spectateurs : 27 000 Arbitrage : Jamal Al Sharif | Spectateurs : 27 000 Arbitrage : Jamal Al Sharif |
| Jeong Gi-dong - Yoo Byung-ok, Jeon Jong-seon (it), Kim Pan-keun, Chung Yong-hwan - Kim Jong-boo ( 46e Shin Yon-ho (en)), Kim Jong-keon (it) ( 64e Lee Kil-yong (en)), Kim Sam-soo - Choi Soon-ho, Lee Tae-ho, Lee Tae-hyung | Équipes                                | van Hattum - Herbert , Evans, Garland (en), Elrick, Groom (en) ( 79e Burgess (en)) - Simonsen, Cole, Mackay, McClure ( 79e Metzger (en)), Birch (en) |                  | Spectateurs : 27 000 Arbitrage : Jamal Al Sharif | Spectateurs : 27 000 Arbitrage : Jamal Al Sharif |

| 5ème journée  | Arabie saoudite | 5 - 4   | Corée du Sud | Singapore National Stadium Singapour                  |                                                       |
| 24 avril 1984 | al-Nafisah 20e · al-Jam'an 47e · Majed Abdullah 57e (pen.) 66e · Saleh al-Dosari (en) 82e | (1 - 2) | Park Kyung-hoon 14e · Chung Hae-won 18e 49e · Lee Kil-yong (en) 73e | Spectateurs : 40 000 Arbitrage : Sudarso Hardjowasito | Spectateurs : 40 000 Arbitrage : Sudarso Hardjowasito |
| 24 avril 1984 | Khaled al-Dosari - Abdulshaker (en), Sami al-Dosari (en), Hussein al-Bishi (en), al-Jawad - Bayazid (en) ( Masoud (en)), Majed Abdullah, al-Jam'an, al-Mosaibeth - al-Nafisah ( Fahad al-Bishi), Saleh al-Dosari (en) | Équipes | Jeong Gi-dong - Park Kyung-hoon ( Kim Pan-keun), Yoo Byung-ok, Jeon Jong-seon (it), Jang Jung (en) - Lee Tae-ho, Yoo Dong-kwan (en) ( Lee Kil-yong (en)) - Choi Soon-ho, Byun Byung-joo, Chung Hae-won, Shin Yon-ho (en) | Spectateurs : 40 000 Arbitrage : Sudarso Hardjowasito | Spectateurs : 40 000 Arbitrage : Sudarso Hardjowasito |

| 24 avril 1984 | Bahreïn       | 1 - 0 | Nouvelle-Zélande | Singapore National Stadium Singapour        |                                             |
| | al-Hardan 43e | (1 - 0) |                  | Spectateurs : 20 000 Arbitrage : Ahmad Bash | Spectateurs : 20 000 Arbitrage : Ahmad Bash |
| Hamood Sultan (en) - Yousef Sharida, Abdul Sahib Nabi, Ali Hassan Yousef ( Riyadh Rushdan), Adnan Ali Daif (en) - Ibrahim Zowayed, Khalil Showayer, al-Sobaei, al-Hardan - Ibrahim Farhan, Murjan Eid Marjan ( Saeed Mudkhoor) | Équipes       | van Hattum - Herbert, Evans, Garland (en), Elrick - Boath , Mackay, Simonsen, Groom (en), McClure ( 64e de Jong (en)), Birch (en) ( 64e Metzger (en)) |                  | Spectateurs : 20 000 Arbitrage : Ahmad Bash | Spectateurs : 20 000 Arbitrage : Ahmad Bash |

#### Groupe 2
| Rang | Équipe    | Pts | J | G | N | P | Bp | Bc | Diff |  | Résultats (▼ dom., ► ext.) |  |     |     |     |     |
| ---- | --------- | --- | - | - | - | - | -- | -- | ---- |  | -------------------------- |  | --- | --- | --- | --- |
| 1    | Qatar     | 8   | 4 | 4 | 0 | 0 | 7  | 1  | +6   |  | Qatar                      |  | 2-0 | 1-0 | 2-0 | 2-1 |
| 2    | Irak      | 6   | 4 | 3 | 0 | 1 | 6  | 4  | +2   |  | Irak                       |  |     | 2-1 | 2-0 | 2-1 |
| 3    | Thaïlande | 3   | 4 | 1 | 1 | 2 | 6  | 5  | +1   |  | Thaïlande                  |  |     |     | 0-0 | 5-2 |
| 4    | Malaisie  | 3   | 4 | 1 | 1 | 2 | 2  | 5  | -3   |  | Malaisie                   |  |     |     |     | 2-1 |
| 5    | Japon     | 0   | 4 | 0 | 0 | 4 | 5  | 11 | -6   |  | Japon                      |  |     |     |     |     |

#### Détail des rencontres
| 1ère journée  | Thaïlande | 5 - 2   | Japon | Singapore National Stadium Singapour             |                                                  |
| 15 avril 1984 | Piyapong Pue-on 16e 50e 72e (pen.) · Hongkajohn 25e · Sa-ngapol (en) 48e | (2 - 0) | Hashiratani 71e · Kimura 78e (pen.)                                                                        | Spectateurs : 20 000 Arbitrage : Jamal Al Sharif | Spectateurs : 20 000 Arbitrage : Jamal Al Sharif |
| 15 avril 1984 | Rapport |         | | Spectateurs : 20 000 Arbitrage : Jamal Al Sharif | Spectateurs : 20 000 Arbitrage : Jamal Al Sharif |
| 15 avril 1984 | Boonkleang - Sutin Chaikitti (es), Surak Chaikitti, Charemchavalit, Premsri - Sa-ngapol (en), Suttabun, Chitavanich (en), Tongtaum ( Sukswat) - Piyapong Pue-on, Hongkajohn | Équipes | Taguchi - Matsuki, Sugamata, Kato, Tsunami - Tanaka, Kimura, Maeda - Kaneda, Hara, Usui ( 61e Hashiratani) | Spectateurs : 20 000 Arbitrage : Jamal Al Sharif | Spectateurs : 20 000 Arbitrage : Jamal Al Sharif |

| 16 avril 1984 | Qatar                                             | 2 - 0 | Malaisie | Singapore National Stadium Singapour |                                   |
| | Khalfan Ahmed 52e (pen.) · Khalid Salman (en) 55e | (0 - 0) |          | Arbitrage : Thompson Chan Tam-Sun    | Arbitrage : Thompson Chan Tam-Sun |
| Mohamed Wafa (en) - Mohamed Daham, Ahmed Malalla (en), Mubarak Anber (en), Faraj Abbas - Mubarak Salem (en), Khalfan Ahmed, al-Ammari (en), Ali Zaid (en), Khalid Salman (en) ( Shami Suwaid) - Mansour Muftah (en) | Équipes                                           | Rashid Hassan - Abdul Jalil, Zaidi Mokhtar, Soh Chin Aun, Rukkumaran, Nasir Yusof, Ahmad Yusoff, Abidin Hassan (en), Yunus Alif (en), Chen Wooi Haw ( Hasanuddin Hassan), Ho Hong Seng ( Abu Haniffah (en)) |          | Arbitrage : Thompson Chan Tam-Sun    | Arbitrage : Thompson Chan Tam-Sun |

| 2ème journée  | Irak | 2 - 1   | Thaïlande | Singapore National Stadium Singapour                  |                                                       |
| 18 avril 1984 | Wamidh Munir (en) 6e · Emad Jassim 72e | (1 - 1) | Piyapong Pue-on 36e | Spectateurs : 25 000 Arbitrage : Sudarso Hardjowasito | Spectateurs : 25 000 Arbitrage : Sudarso Hardjowasito |
| 18 avril 1984 | Fatah Nsaief - Adnan Dirjal, Khalil Allawi, Nadhum Shaker, Karim Allawi, Natik Hashim - Shaker Mahmoud, Haris Mohammed - Ahmed Radhi ( 55e Sadiq Mousa (en)), Wamidh Munir (en) ( 59e Emad Jassim), Hussein Saeed | Équipes | Boonkleang - Sutin Chaikitti (es) ( Sittipultong), Surak Chaikitti, Charemchavalit, Premsri - Sa-ngapol (en), Sukswat ( Kaiphet), Suttabun, Chitavanich (en) - Piyapong Pue-on, Hongkajohn | Spectateurs : 25 000 Arbitrage : Sudarso Hardjowasito | Spectateurs : 25 000 Arbitrage : Sudarso Hardjowasito |

| 18 avril 1984 | Malaisie                                | 2 - 1 | Japon    | Singapore National Stadium Singapour               |                                                    |
| | Yunus Alif 26e · Abidin Hassan (en) 52e | (1 - 0) | Hara 84e | Spectateurs : 30 000 Arbitrage : Manouchehr Nazari | Spectateurs : 30 000 Arbitrage : Manouchehr Nazari |
| | Rapport                                 | |          | Spectateurs : 30 000 Arbitrage : Manouchehr Nazari | Spectateurs : 30 000 Arbitrage : Manouchehr Nazari |
| Rashid Hassan - Abdul Jalil, Soh Chin Aun, Zaidi Mokhtar, Ibrahim Saad ( Karim Pin) - Nasir Yusof, Ahmad Yusoff, Abu Haniffah (en), Yunus Alif - Abidin Hassan (en), Rukkumaran | Équipes                                 | Taguchi - Saito, Koshida, Kato, Tsunami - Tanaka, Okada ( 60e Mizunuma), Kimura - Kaneda, Hashiratani, Yokoyama ( 49e Hara) |          | Spectateurs : 30 000 Arbitrage : Manouchehr Nazari | Spectateurs : 30 000 Arbitrage : Manouchehr Nazari |

| 3ème journée  | Qatar | 1 - 0   | Thaïlande | Singapore National Stadium Singapour |                                |
| 21 avril 1984 | Khalfan Ahmed 64e | (0 - 0) | | Arbitrage : Lee Kok Leong (hu)       | Arbitrage : Lee Kok Leong (hu) |
| 21 avril 1984 | Mohamed Wafa (en) - Mohamed Daham, Ahmed Malalla (en), Mubarak Anber (en), Faraj Abbas - Mubarak Salem (en), al-Ammari (en), Khalfan Ahmed, Ali Zaid (en), Khalid Salman (en) ( Salah Eid (en)) - Mansour Muftah (en) | Équipes | Boonkleang - Sutin Chaikitti (es), Surak Chaikitti ( 75e Sittipultong), Charemchavalit, Premsri - Sa-ngapol (en), Sukswat ( Daengsamer), Suttabun - Piyapong Pue-on, Chitavanich (en), Hongkajohn | Arbitrage : Lee Kok Leong (hu)       | Arbitrage : Lee Kok Leong (hu) |

| 21 avril 1984 | Irak                                    | 2 - 1 | Japon    | Singapore National Stadium Singapour             |                                                  |
| | Wamidh Munir (en) 2e · Adnan Dirjal 43e | (2 - 1) | Hara 34e | Spectateurs : 20 000 Arbitrage : Nadasen Chandra | Spectateurs : 20 000 Arbitrage : Nadasen Chandra |
| | Rapport                                 | |          | Spectateurs : 20 000 Arbitrage : Nadasen Chandra | Spectateurs : 20 000 Arbitrage : Nadasen Chandra |
| Fatah Nsaief - Adnan Dirjal, Khalil Allawi, Nadhum Shaker, Karim Allawi, Natik Hashim - Shaker Mahmoud, Haris Mohammed ( 47e Sadiq Mousa (en)) - Ahmed Radhi ( 46e Emad Jassim), Wamidh Munir (en), Hussein Saeed | Équipes                                 | Taguchi - Saito, Koshida, Kato, S. Tanaka - K. Tanaka, Kimura, Mizunuma - Kaneda, Hashiratani ( 54e Matsuura), Hara |          | Spectateurs : 20 000 Arbitrage : Nadasen Chandra | Spectateurs : 20 000 Arbitrage : Nadasen Chandra |

| 4ème journée  | Qatar | 2 - 0   | Irak | Singapore National Stadium Singapour |                          |
| 23 avril 1984 | Khalfan Ahmed 13e (pen.) · Mansour Muftah (en) 76e | (1 - 0) | | Arbitrage : Daqiao Zhang             | Arbitrage : Daqiao Zhang |
| 23 avril 1984 | Mohamed Wafa (en) - Mohamed Daham, Ahmed Malalla (en), Mubarak Anber (en), Faraj Abbas - al-Ammari (en), Mubarak Salem (en), Khalfan Ahmed, Ali Zaid (en), Khalid Salman (en) ( Waleed Jamaan (en)) - Mansour Muftah (en) | Équipes | Fatah Nsaief ( Kadhim Shabib Abdulsada) - Adnan Dirjal, Khalil Allawi, Fadhil Hassan, Karim Allawi, Natik Hashim - Sadiq Mousa (en), Haris Mohammed, Emad Jassim - Wamidh Munir (en) ( Ahmed Radhi), Hussein Saeed | Arbitrage : Daqiao Zhang             | Arbitrage : Daqiao Zhang |

| 23 avril 1984 | Malaisie | 0 - 0 | Thaïlande | Singapore National Stadium Singapour |                               |
| |          | (0 - 0) |           | Arbitrage : Manouchehr Nazari        | Arbitrage : Manouchehr Nazari |
| Rashid Hassan - Abdul Jalil, Ibrahim Saad, Soh Chin Aun, Zaidi Mokhtar, Nasir Yusof ( Serbegeth Singh (en)) - Ahmad Yusoff, Abu Haniffah (en) ( Chen Wooi Haw), Yunus Alif - Abidin Hassan (en), Rukkumaran | Équipes  | Nantapraparsil - Sutin Chaikitti (es), Surak Chaikitti, Charemchavalit, Daengsamer - Sa-ngapol (en), Choyasit ( Kaiphet), Hongkajohn, Suttabun ( Tongmee) - Piyapong Pue-on, Chitavanich (en) |           | Arbitrage : Manouchehr Nazari        | Arbitrage : Manouchehr Nazari |

| 5ème journée  | Qatar | 2 - 1   | Japon                                                                                                   | Singapore National Stadium Singapour         |                                              |
| 26 avril 1984 | Khalfan Ahmed 22e · al-Ammari (en) 64e | (1 - 0) | Hara 52e                                                                                                | Spectateurs : 30 000 Arbitrage : Tulu Gurkan | Spectateurs : 30 000 Arbitrage : Tulu Gurkan |
| 26 avril 1984 | Rapport |         | | Spectateurs : 30 000 Arbitrage : Tulu Gurkan | Spectateurs : 30 000 Arbitrage : Tulu Gurkan |
| 26 avril 1984 | Mohamed Wafa (en) - Mohamed Daham, al-Adsani ( Waleed Jamaan (en)), Mubarak Anber (en), Faraj Abbas - al-Ammari (en), Mubarak Salem (en), Khalfan Ahmed, Ali Zaid (en), Khalid Salman (en) - Mansour Muftah (en) | Équipes | Tsubota - Saito, Kato, Okada, S. Tanaka - K. Tanaka, Kimura ( 62e Maeda), Mizunuma - Kaneda, Usui, Hara | Spectateurs : 30 000 Arbitrage : Tulu Gurkan | Spectateurs : 30 000 Arbitrage : Tulu Gurkan |

| 26 avril 1984 | Irak                                 | 2 - 0 | Malaisie | Singapore National Stadium Singapour |                             |
| | Karim Allawi 37e · Hussein Saeed 62e | (1 - 0) |          | Arbitrage : Chris Bambridge          | Arbitrage : Chris Bambridge |
| Fatah Nsaief - Adnan Dirjal, Kadhum Hamid, Khalil Allawi, Fadhil Hassan, Karim Allawi ( Adnan Hamad), Natik Hashim - Sadiq Mousa (en), Emad Jassim - Wamidh Munir (en) ( Ahmed Radhi), Hussein Saeed | Équipes                              | R. Arumugam (en) - Abdul Jalil, Soh Chin Aun, Zaidi Mokhtar, Ibrahim Saad, Serbegeth Singh (en) - Ahmad Yusoff, Abu Haniffah (en) - Abidin Hassan (en), Chen Wooi Haw ( Rukkumaran), Yunus Alif |          | Arbitrage : Chris Bambridge          | Arbitrage : Chris Bambridge |

#### Barrage
| Équipe 1 | Résultat | Équipe 2     |
| -------- | -------- | ------------ |
| Irak     | 1 - 0    | Corée du Sud |

#### Détail de la rencontre
| 29 avril 1984 | Irak             | 1 - 0 | Corée du Sud | Singapore National Stadium Singapour             |                                                  |
| | Adnan Dirjal 43e | (1 - 0) |              | Spectateurs : 50 000 Arbitrage : Chris Bambridge | Spectateurs : 50 000 Arbitrage : Chris Bambridge |
| Fatah Nsaief - Fadhil Hassan, Adnan Dirjal, Khalil Allawi, Kadhum Hamid, Natik Hashim - Sadiq Mousa (en) ( 82e Ahmed Radhi), Karim Allawi, Hussein Saeed - Wamidh Munir (en), Emad Jassim ( 84e Adnan Hamad) | Équipes          | Jeong Gi-dong - Yoo Byung-ok, Jeon Jong-seon (it) ( Kim Pan-keun), Jang Jung (en) - Park Kyung-hoon, Lee Tae-ho, Lee Kil-yong (en) ( Kim Sam-soo) - Choi Soon-ho, Chung Hae-won, Kim Jong-boo, Byun Byung-joo |              | Spectateurs : 50 000 Arbitrage : Chris Bambridge | Spectateurs : 50 000 Arbitrage : Chris Bambridge |